# Alfred Vogel (Jurist)
Alfred Vogel (* 6. Februar 1875 in Madlow, Niederlausitz; † 22. Dezember 1938 in Berlin) war ein deutscher Verwaltungsjurist und Ministerialbeamter.

## Leben
Vogel studierte an der Kaiser-Wilhelms-Universität Straßburg Rechtswissenschaft und wurde am 27. Oktober 1894 als Vogel 2 Mitglied des Corps Rhenania Straßburg. Nach dem Ersten Staatsexamen (1898) wurde er im SS 1899 an der Universität Leipzig zum Dr. iur.  promoviert. Seit 1903 Gerichtsassessor, trat er 1905 als Regierungsassessor in den Staatsdienst des  Königreichs Preußen. Nach fünf Jahren bei der Allgemeinen Verwaltung der Zölle und indirekten Steuern in Berlin wurde er 1910  Regierungsrat. 1912 kam er als Haushaltsreferent an das Reichskolonialamt. Im  Ersten Weltkrieg diente er ab 1914 bei der Schutztruppe für Deutsch-Ostafrika. 1917 geriet er in englische Kriegsgefangenschaft. In der Weimarer Republik kam er 1919 im Freistaat Preußen zur Zollverwaltung nach Münster. Seit 1920 Oberregierungsrat, war er ab 1921 Ministerialrat beim Rechnungshof des Deutschen Reiches. Noch zum Ministerialdirektor beim Rechnungshof befördert, wurde er 1933 mit 58 Jahren in den dauernden Ruhestand versetzt. Er starb im Alter von 63 Jahren in Berlin.